# Psilotreta frontalis
Psilotreta frontalis är en nattsländeart som beskrevs av Banks 1899. Psilotreta frontalis ingår i släktet Psilotreta och familjen böjrörsnattsländor. Inga underarter finns listade i Catalogue of Life.